# Паметник на Михаил Такев
Паметникът на Михаил Такев съществува в периода от 1936 г. до след 1944 г., когато е премахнат и разрушен. Намирал се е на площад „Райко Даскалов“ в София. При откриването му, площадът е преименуван на „Михаил Такев“.
Паметникът е издигнат е със средства на нарочно създаден за тази цел комитет, под председателството на Рашко Маджаров. Изграден е от полиран гранитен пиедестал и бронзов бюст, дело на скулптора проф. Иван Лазаров и струва около 300 000 лв. На паметника е изписан надпис: „Михаил Такев (1864 – 1920)“. Тържественото освещаване на паметника е на 23 февруари 1936 г. в присъствието на министър-председателя Георги Кьосеиванов, много бивши министър-председатели и министри, кмета на София инженер Иван Иванов и други.
След Деветосептемврийския преврат паметникът на Михаил Такев е премахнат. В градинката е поставен бюст на земеделеца Райко Даскалов и площадът е преименуван на „Райко Даскалов“.